# Messier 38
Messier 38 (M38 / NGC 1912) is een open sterrenhoop in het sterrenbeeld Voerman (Auriga). Het hemelobject werd al voor 1654 door Giovanni Batista Hodierna ontdekt en in 1749 door Guillaume Le Gentil herontdekt. Charles Messier nam het object in 1764 op in zijn lijst van komeetachtige objecten als nummer 38.
M38 staat op een afstand van ongeveer 3477 lichtjaar van de Aarde en meet zo'n 25 lichtjaar in diameter. De helderste individuele ster in de cluster heeft een magnitude van +7,9. De leeftijd wordt geschat op 220 miljoen jaar.